# Остання пісня
«Остання пісня» (англ. The Last Song) — драма 2010 року, дебютний повнометражний фільм режисерки Джулі Енн Робінсон. Фільм знятий за однойменним романом Ніколаса Спаркса, сценарій до фільму спільно розробили Спаркс і Джефф Ван Вай. У головних ролях: Майлі Сайрус, Ліам Гемсворт і Грег Кіннер. Випущений студією Touchstone Pictures.

## Сюжет
Сімнадцятирічну Вероніку Міллер (Ронні) разом з молодшим братом Джоном змушують поїхати у Джорджію до батька. З тих пір, як він покинув її матір, дівчина дуже віддалилася від нього та від усієї родини. Вона відмовляється ходити до школи і розмовляти з батьком.
У перший день Ронні знайомиться з Віллом, красивим  популярним хлопцем, та з дівчиною — Блейз. Та підмовляє її викрасти футболку з магазину, але Ронні не погоджується. Хлопець Блейз, Маркус, має складні стосунки з Віллом, між ними постійно виникають бійки. Він також залицяється до Ронні, варто Блейз відвернутися. Блейз помічає це і розуміє все неправильно. 
Ронні знаходить на пляжі у землі яйця черепах і приймає рішення врятувати їх від єнотів. Вона споруджує огорожу, залишається ночувати на вулиці поруч із гніздом. Вранці вона прокидається і бачить Вілла. У магазині Ронні зустрічає Блейз. Та, бажаючи помститися, підкладає їй у сумку золотого браслета. Ронні звинувачують у крадіжці. Увечері Вілл приходить, щоб разом із Ронні залишитися пильнувати біля гнізда. Ронні нарешті почувається щасливою. Але на пляжі колишня дівчина Вілла Ешлі розповідає їй, що у хлопця були тисячі подруг, і всіх він кидав. Ронні розлючена, вона не хоче бачити Вілла, але той освідчується їй у коханні і цілує дівчину. Вони миряться. Вілл везе Ронні до себе додому, до заможних батьків. Вони розповідають дівчині, що незабаром відбудеться весілля сестри Вілла, і він повинен піти туди з Ешлі. Ронні йде, вважаючи, що Вілл повинен зустрічатися з дівчиною «свого кола». Вілл розповідає їй про смерть брата, що загинув нещодавно у автокатастрофі.
У той час, як міцніють стосунки Ронні і Вілла, поліпшуються і її відносини з батьком. Ронні отримує запрошення на весілля. Батько дає їй гроші на сукню, але вона віддає їх Блейз, яку покинув Маркус. Джон віддає Ронні свої накопичені гроші
```
На весіллі з'являється Маркус і чіпляється спочатку до Блейз, а потім - і до Ронні. Вілл зчиняє бійку з ним. Разом з батьком і братом Ронні спостерігає за  новонародженими черепахами, але раптово батькові стає зле. У лікарні Ронні дізнається про татовий діагноз - 
рак
. Разом з Ронні і Віллом Джон закінчує вітраж. Стів виходить із лікарні і бачить його у церкві.
```

Найкращий друг Вілла Скотт зізнається Стіву, що у пожежі, яка зруйнувала вітраж, винен він, у той час, як в цьому звинувачували самого Стіва. Ронні розриває відносини з Віллом, тому  що він не розповів їй про це.
Мама Ронні і Джон повинні повернутися, але Ронні залишається, щоб піклуватися про батька. Дівчина знаходить листи батька до неї, які вона  відсилала назад, не читаючи.
Стів помирає. Під час траурної церемонії Ронні говорить, що жодна промова не зможе розповісти, яким був її батько, і тому дівчина грає на піаніно музику, яку писав її батько, але не встиг закінчити. Вона закінчила її сама. На похорон приходить Вілл, щоб підтримати дівчину.
Перед від'їздом Ронні дізнається, що Вілл має намір переїхати до її міста, щоб там навчатися у коледжі і зустрічатися зі своєю коханою.

## У ролях
- Майлі Сайрус — Вероніка "Ронні" Міллер — дочка Стіва і Кім Міллер, сестра Джона Міллера.
- Ліам Гемсворт — Вілл Блейклі — син Тома Блейклі, брат Майкі та Меган Блейклі, колишній хлопець Ешлі, кращий друг Скотта.
- Грег Кіннер — Стів Міллер — колишній чоловік Кім Міллер, батько Вероніки і Джона Міллер. Стів — колишній піаніст і вчитель.
- Келлі Престон — Кім Міллер — колишня дружина Стіва Міллера, мати Вероніки і Джона Міллер.
- Боббі Коулмен — Джон Міллер — син Стіва і Кім Міллер, молодший брат Вероніки Міллер.
- Карлі Чайкін — Блейз — дівчина Маркуса. Вона любить його і дуже переживає, що він фліртує з іншими дівчатами.
- Нік Лешеуей — Маркус — хлопець Блейз, але постійно пристає до інших дівчат, варто їй відвернутися. Ворогує з Віллом Блейкли.
- Нік Серсі — Том Блейклі — батько Вілла, Майкі та Меган Блейклі.
- Мелісса Ордвей — Ешлі — колишня дівчина Вілла Блейклі, найкраща подруга Кессі.
- Керрі Малабрі — Кессі — найкраща подруга Ешлі.
- Рода Гріффіс — лікар.
- Халлок Білс — Скотт — найкращий друг Вілла Блейклі.
- Стефані Лев Шланд — Меган Блейклі — дочка Тома Блейклі, сестра Вілла і Майкі Блейклі.

## Інформація
- Ідея зняття фільму з'явилася, коли Джейсон Рід (глава компанії «Дісней») запитав Майлі Сайрус про її майбутню кар'єру. До того вона була відома лише як зірка молодіжного серіалу «Ханна Монтана», більше відомого підліткам. Тому Майлі вирішили представити більш дорослій аудиторії. Під час зустрічі з Рідом Майлі сказала, що хоче знятися в схожому фільмі 2002 року «Поспішай кохати», також за романом Ніколаса Спаркса. Вона завжди була його фанаткою і мріяла знятися в чому-небудь, крім Ханни Монтани.
- Майлі вибрала для своєї героїні ім'я «Ронні» на честь свого діда Рона Сайруса, який помер в 2006 році.
- Спочатку Спаркс вважав, що диснеївська шістнадцятирічна актриса не зможе зіграти драматичну роль добре, але його побоювання не виправдалися.
- Щоб зіграти нью-йоркську дівчину, Майлі Сайрус ходила до логопеда, щоб позбутися від свого південного акценту.
- У квітні 2009 розробники вирішили, що грати роль Вілла Блейклі буде Рафі Гаврон, але в травні затвердили Ліама Гемсворта. Роль Грега Кіннера, що грає Стіва Міллера, з самого початку не викликала сумнівів.
- Слоган фільму: «Do you ever really forget your first heartbreak?».

1. ↑  http://nmhh.hu/dokumentum/158992/2010_filmbemutatok_osszes.xlsx